# Copa Panamericana de Hockey sobre césped masculino de 2000
La I Copa Panamericana de Hockey sobre césped Masculino de 2000 se celebró en La Habana (Cuba) entre el 22 de junio y el 2 de julio de 2000. El ganador obtuvo una plaza a la Copa Mundial y el subcampeón clasificó al repechaje mundial. Cuba se consagró campeona tras ganarle la final a Canadá 2-1, y Argentina obtuvo la medalla de bronce tras vapulear a Chile 8-0 en el partido por el tercer puesto.

## Grupos
| Grupo A     | Grupo B        |
| ----------- | -------------- |
| Argentina   | Canadá         |
| Barbados    | Chile          |
| Cuba        | Jamaica        |
| Perú        | Estados Unidos |
| Puerto Rico | México         |
| Venezuela   |                |

## Primera fase

### Grupo A
| Equipo      | J | G | E | P | GF | GC | DG  | PTS |
| ----------- | - | - | - | - | -- | -- | --- | --- |
| Cuba        | 5 | 5 | 0 | 0 | 51 | 1  | +50 | 15  |
| Argentina   | 5 | 4 | 0 | 1 | 58 | 3  | +55 | 12  |
| Puerto Rico | 5 | 3 | 0 | 2 | 7  | 26 | -19 | 9   |
| Perú        | 5 | 1 | 1 | 3 | 5  | 40 | -35 | 4   |
| Venezuela   | 5 | 0 | 2 | 3 | 3  | 28 | -25 | 2   |
| Barbados    | 5 | 0 | 0 | 5 | 1  | 27 | -26 | 1   |

- Resultados

| Fecha | Hora¹ | Partido     | Partido | Partido     | Resultado |
| ----- | ----- | ----------- | ------- | ----------- | --------- |
| 22.06 | 08:30 | Puerto Rico | -       | Barbados    | 3-0       |
| 22.06 | 15:00 | Argentina   | -       | Cuba        | 1-3       |
| 22.06 | 17:00 | Perú        | -       | Venezuela   | 2-2       |
| 23.06 | 15:00 | Venezuela   | -       | Barbados    | 0-0       |
| 23.06 | 17:00 | Argentina   | -       | Puerto Rico | 14-0      |
| 24.06 | 08:30 | Cuba        | -       | Perú        | 14-0      |
| 25.06 | 08:30 | Puerto Rico | -       | Venezuela   | 2-1       |
| 25.06 | 15:00 | Argentina   | -       | Perú        | 21-0      |
| 25.06 | 17:00 | Barbados    | -       | Cuba        | 0-14      |
| 26.06 | 17:00 | Barbados    | -       | Argentina   | 0-8       |
| 27.06 | 08:30 | Cuba        | -       | Venezuela   | 10-0      |
| 27.06 | 10:30 | Perú        | -       | Puerto Rico | 1-2       |
| 28.06 | 08:30 | Perú        | -       | Barbados    | 2-1       |
| 28.06 | 10:30 | Venezuela   | -       | Argentina   | 0-14      |
| 28.06 | 15:00 | Cuba        | -       | Puerto Rico | 10-0      |

### Grupo B
| Equipo         | J | G | E | P | GF | GC | DG  | PTS |
| -------------- | - | - | - | - | -- | -- | --- | --- |
| Canadá         | 4 | 4 | 0 | 0 | 29 | 2  | +27 | 12  |
| Chile          | 4 | 3 | 0 | 1 | 27 | 3  | +24 | 9   |
| Estados Unidos | 4 | 2 | 0 | 2 | 11 | 7  | +4  | 6   |
| México         | 4 | 1 | 0 | 3 | 4  | 29 | -25 | 3   |
| Jamaica        | 4 | 0 | 0 | 4 | 1  | 31 | -30 | 0   |

- Resultados

| Fecha | Hora¹ | Partido        | Partido | Partido        | Resultado |
| ----- | ----- | -------------- | ------- | -------------- | --------- |
| 22.06 | 10:30 | Canadá         | -       | Jamaica        | 9-0       |
| 23.06 | 08:30 | Estados Unidos | -       | México         | 6-0       |
| 23.06 | 10:30 | Canadá         | -       | Chile          | 3-2       |
| 24.06 | 15:00 | México         | -       | Chile          | 0-9       |
| 24.06 | 17:00 | Jamaica        | -       | Estados Unidos | 0-5       |
| 26.06 | 08:30 | Estados Unidos | -       | Canadá         | 0-4       |
| 26.06 | 10:30 | Jamaica        | -       | México         | 1-4       |
| 27.06 | 15:00 | México         | -       | Canadá         | 0-13      |
| 27.06 | 17:00 | Chile          | -       | Jamaica        | 13-0      |
| 28.06 | 17:00 | Chile          | -       | Estados Unidos | 3-0       |

### Clasificación 9 al 11 Puesto
| Fecha | Hora¹ | Partido  | Partido | Partido | Resultado |
| ----- | ----- | -------- | ------- | ------- | --------- |
| 01.07 | 10:30 | Barbados | -       | Jamaica | 1-0       |

### 9 Puesto
| Fecha | Hora¹ | Partido   | Partido | Partido  | Resultado |
| ----- | ----- | --------- | ------- | -------- | --------- |
| 02.07 | 12:00 | Venezuela | -       | Barbados | 0-3       |

### 5 al 8 Puesto
| Fecha | Hora¹ | Partido     | Partido | Partido        | Resultado |
| ----- | ----- | ----------- | ------- | -------------- | --------- |
| 30.06 | 08:30 | Puerto Rico | -       | México         | 3-0       |
| 30.06 | 11:00 | Perú        | -       | Estados Unidos | 1-3       |

### 7 Puesto
| Fecha | Hora¹ | Partido | Partido | Partido | Resultado |
| ----- | ----- | ------- | ------- | ------- | --------- |
| 01.07 | 14:30 | México  | -       | Perú    | 3-1       |

### 5 Puesto
| Fecha | Hora¹ | Partido     | Partido | Partido        | Resultado |
| ----- | ----- | ----------- | ------- | -------------- | --------- |
| 01.07 | 17:00 | Puerto Rico | -       | Estados Unidos | 3-5       |

## Segunda fase

### Semifinales
| Fecha | Hora¹ | Partido   | Partido | Partido | Resultado     |
| ----- | ----- | --------- | ------- | ------- | ------------- |
| 30.06 | 14:30 | Cuba      | -       | Chile   | 8-0           |
| 30.06 | 17:00 | Argentina | -       | Canadá  | 2-2 (0-3 PSO) |

### 3 Puesto
| Fecha | Hora¹ | Partido | Partido | Partido   | Resultado |
| ----- | ----- | ------- | ------- | --------- | --------- |
| 02.07 | 08:00 | Chile   | -       | Argentina | 0-8       |

### Final
| Fecha | Hora¹ | Partido | Partido | Partido | Resultado |
| ----- | ----- | ------- | ------- | ------- | --------- |
| 02.07 | 10:30 | Cuba    | -       | Canadá  | 2-1       |

| Campeón de la Copa Panamericana 2000 |
| ------------------------------------ |
| Cuba Primer Título                   |

### Clasificación general
1. Cuba
2. Canadá
3. Argentina
4. Chile
5. Estados Unidos
6. Puerto Rico
7. México
8. Perú
9. Barbados
10. Venezuela
11. Jamaica

## Clasificados al Mundial y al Repechaje Mundial 2002
| Bandera de Cuba | Bandera de Canadá |
| Cuba            | Canada            |
| --------------- | ----------------- |